# Reserva africana de Sijan
La reserva africana de Sijan és un parc temàtic situat a la vora de la vila de Sijan i a 15 km de Narbona, a Occitània al sud de França, on en situació de semillibertat, viuen més de tres mil animals, majoritàriament d'origen africà.

## Àmbits

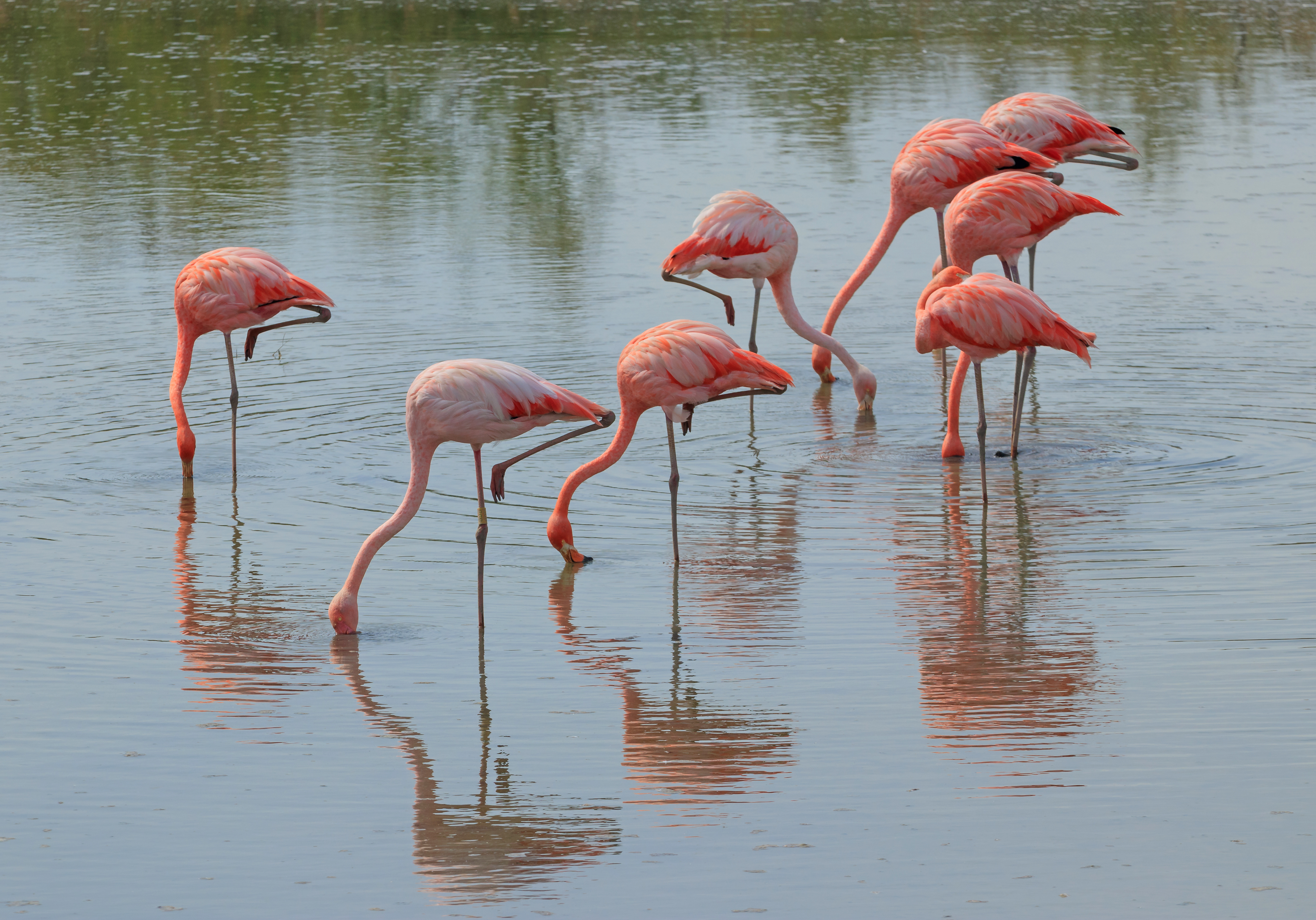
Els flamencs roses de Sijan

L'entrada a la reserva es fa en vehicle per l'anomenada zona 1 i al llarg del recorregut hom pot visitar els següents àmbits amb les respectives espècies animals:
- Zona 1: s'hi pot veure antílops, bous o búfals africans i zebres.
- Zona 2: s'hi pot observar estruços i antílops de diverses espècies.
- Zona 3: s'hi veu ases salvatges de Pèrsia, estruços i girafes.
- Zona 4: ocupada per ossos del Tibet.
- Zona 5: habitada per dos lleons i mitja dotzena de lleones.
- Zones 6 i 7: zona dita de sabana, s'hi poden veure rinoceronts blancs, marabuts, blesboks i sitatungues.

La resta del recorregut es fa a peu i s'hi poden veure camells, guepards, cangurs, ximpanzés, zebres, serps, al·ligàtors, tortugues, porcs del Vietnam, girafes, ibis, porcs espins, castors i diversos ocells, entre els quals destaquen per llur espectacularitat els flamencs roses i els pelicans, que viuen a l'estany de l'Ull de Ca (en occità Uèlh de Can).
El conjunt disposa de tots els serveis: estacionament, botiga, serveis, administració, restaurant i zona de fontada i ofereix força seguretat. Per fer-ne la visita cal entre tres i quatre hores, encara que es pot allargar tot el dia si es vol.